# Шумишбай Сариев
Шумишбай Сариев (на казахски: Шөмішбай Сариев) е казахски поет и преводач, заслужил деец на Казахстан.

## Биография и творчество
Шумишбай Нагашбаевич Сариев е роден на 15 април 1946 г. в село Шомиш, Аралски район, Къзълординска област, Казахска ССР, СССР. Произхожда от клана Жакайим от племенната общност Алимули. Още от детството си проявява таланта си да пише поезия и изпраща стихотворенията, които е написал, в районния вестник. След завършване на Камбашката гимназия работи в казалийския окръжен вестник „Знамето на Ленин“ и Аралския окръжен вестник „Толкин“.
През 1966 г. постъпва във факултета по журналистика на Казахския държавен университет (сега Казахски национален университет), който завършва през 1971 г. със специалност журналистика. В студентските си години продължава да пише, и публикува творбите си в списание „Жулдыз“ (Звезда) и във вестник „Знамето на Ленин“.
В периода 1970 – 1974 г. е редактор на политическото издателство „Казахстан“, а в периода 1974 – 1991 г. е редактор, ръководител на отдел поезия, изкуство, литературна критика и библиография на литературно-художествено и обществено-политическо списание „Звезда“. От 1980 г. е член на Съюза на писателите на СССР. От 1991 г. е старши научен сътрудник в катедрата по казахска литература на Института за литература и изкуство „Мухтар Ауезов“. През 1994 г. защитава докторска дисертация по филология на тема: „Търсенето на съвременната казахска лирика през 60-те – 70-те години на ХХ век“.
Първата му книга, стихосбирката „Балдәурен“ (Меден месец), е издадена през 1974 г. Следват стихосбирките му „Лъчезарна пролет“ (1974), „Вее морски вятър“ (1975), „Съдба“ (1976), „Време“ (1979), „Фон и цвят“ (1980), „Три измерения“ (1982), „Песен на съдбата“ (1984), „Нашият век“ (1989), „Страхотно, страхотно, страхотно“ (1989), „Морето ми липсва“ (1994).
Лауреат е на фестивалите на младите поети в Москва, Ленинград, Душанбе и Тбилиси. Творбите му са издадени на казахски и руски език и са преведени на много езици, включително на хинди. По много от стиховете му са композирани популярни песни.
Той също така е автор на сценарии за популярни хумористични телевизионни програми като „Тамаша“ и „Бауиржан-шоу“.
За творчеството си получава много литературни и държавни отличия, включително ордените „Барис“ (Орден на барса) и „Парасат“ (Орден на мъдростта), а през 2005 г. е удостоен със званието „Заслужил деятел на Казахстан“.
Шумишбай Сариев умира на 15 февруари 2021 г. в Алмати, Казахстан.

## Произведения
- Балдәурен (1974)
- Арайлы көктем (1974)
- Теңізден соққан жел (1975)
- Тағдыр (1976)
- Заула тұлпар (1979)
- Уақыт (1979)
- Өң мен түс (1980)
- Үш өлшем (1982)
- Тағдыр жыры (1984)
- Біздің ғасыр (1989)
- Тамаша, Тамаша, Тамаша (1989)
- Таңдамалы өлеңдер жинағы. I том (1992)
- 60-70-ші жылдардағы қазақ лирикасы (1993) – дисертация
- Сағынышым—теңіз (1994)
- Шөл даланың ұлымын.... (2008)
- Поэзия падишасы – лирика (2012)
- Қазақ лирикасы: көркемдік ізденістер және ұлт тәуелсіздігі (2012)
- Ақынның Қыдыр атамен сыр-сұхбат кітабы (2015)
- Өлеңдер, балладалар, поэмалар (2016)